# 城南花已开
《城南花已开》是中华人民共和国网络音乐人三亩地编曲的纯音乐作品。

## 创作背景
2017年，三亩地的一位骨癌患者粉丝私信联系作者三亩地，希望能用他的ID“城南花已开”为题作曲。音乐人三亩地被深深触动，旋即创作与这位粉丝ID同名的纯音乐作品《城南花已开》，并使用此人头像作为专辑封面。

## 相关
- 《城南花已开》的豆瓣评分 （页面存档备份，存于）